# I'm Beginning to See the Light (jazznummer)
"I'm Beginning to See the Light" is een jazzcompositie. Het werd in 1944 geschreven door bigbandleider en componist Duke Ellington, Don George, saxofonist Johnny Hodges en bigbandleider Harry James. Het lied werd onder meer op de plaat gezet door Duke Ellington (onder meer met Louis Armstrong), Harry James, Ella Fitzgerald, Frank Sinatra, Bobby Darin, Natalie Cole, Della Reese, Kelly Rowland en Billy Eckstine.